# ホウシャガメ
ホウシャガメ (放射亀、Astrochelys radiata) は、爬虫綱カメ目リクガメ科マダガスカルリクガメ属に分類されるカメ。別名マダガスカルホシガメ。

## 分布
マダガスカル南部および南西部。フランス領レユニオン、モーリシャスに移入。

## 形態
最大甲長40センチメートル。メスよりもオスの方がやや大型になり、野生個体ではオス28.5 - 39.5センチメートル、メス24.2 - 35.2センチメートル。背甲はドーム状に盛りあがり、上から見るとやや細長い。甲板の成長輪は明瞭だが、老齢個体は磨耗し不鮮明になることもある。孵化直後からある甲板（初生甲板）は境目が摩耗して他の甲板と区別できなくなる個体が多く、野生個体では平坦だが飼育個体では隆起することもある。項甲板はやや大型。後部縁甲板の外縁は尖ってやや反りあがり、左右の第12縁甲板は癒合する。背甲の色彩は黒や暗褐色で、初生甲板の色彩は黄色や橙色。初生甲板の周辺には放射状に黄褐色の筋模様（椎甲板や肋甲板は4 - 12条、縁甲板は1 - 5条）が入る。属名Astrochelysは「星のカメ」、種小名radiataは「放射状の」の意で、種小名は和名や英名と同義で放射状の斑紋に由来すると考えられている。老齢個体では放射状の模様が不明瞭になることもある。左右の喉甲板は癒合せず、やや前方に突出する。腹甲の色彩は黄色や黄褐色で、肛甲板（喉甲板に入る個体もいる）には放射状に暗褐色の斑紋が入る。
頭部は中型。吻端は突出せず、上顎の先端は鉤状に弱く尖る。頭部の色彩は黄色で、後頭部に暗色斑が入る。四肢前面は小型鱗で覆われ、不規則に大型鱗が混じる。四肢や尾の色彩は黄色や黄褐色・橙色で、四肢前面は暗色がかる。
卵は長径3.6 - 4.2センチメートル、短径3.2 - 3.9センチメートル。
オスは甲長26センチメートル以上で性的二型が明瞭となる。メスはオスに比べると背甲が幅広く甲高が高い。オスの成体は第12縁甲板の外縁が下方や内側へ向かい、腹甲の中央部が顕著に凹み左右の肛甲板の間の切れ込みが浅い弧状。尾がより太いうえに長く、総排泄腔が尾の先端寄りに位置する。
メスの成体は第12縁甲板の外縁が後方に突出し、腹甲の中央部は凹まず左右の肛甲板の間の切れ込みがより深い。尾がより細いうえに短い。

## 知能
2021年には、アメリカのテネシー水族館で飼育されている個体が『ダンスをするカメ』としてニュースになった。この個体はシャワーを浴びる際に、カメがお尻をフリフリ、通称“雨のダンス”と呼ばれる行動を取る。さらにシャワーには積極的に向かっていく様子から、このダンスは嫌がっての行動ではないともされている。また甲羅をブラシでかいてもらう事も好きらしく、こうした行動は、本種の知能の一端を感じさせている
。

## 分類
以前はリクガメ属Geocheloneに含まれ、属内ではヘサキリクガメと共にAstrochelys亜属を構成する説もあった。
2006年に発表された核DNAおよびミトコンドリアDNAの塩基配列の分子系統解析から本種とヘサキリクガメの2種はリクガメ属の他種ではなく、同所的あるいはセーシェルに分布するアルダブラゾウガメ属Dipsochelys（Aldabrachelys）やクモノスガメ属Pyxisと単系統群を形成すると推定されたためリクガメ属から分割する説が有力である。一方で最大節約法による系統解析では本種とクモノスガメ属が単系統群を形成すると推定され、最尤法による系統解析では本種とヘサキリクガメで単系統群を形成すると推定された。
そのためヘサキリクガメのみでヘサキリクガメ属Angonokaを構成する説もあったが、本種とヘサキリクガメが単系統群を形成する可能性が高いとして2種でマダガスカルリクガメ属を構成する説が有力とされる。

## 生態
砂漠気候やステップ気候で岩場の点在する、植生の疎らな藪地（低地）やカナボウキ科Didiereaceaeの有刺植物やトウダイグサ科Euphorbiaceaeの多肉植物が密生する低木林（標高400メートル付近）などに生息する。昼行性だが、気温が高かったり乾燥すると薄明薄暮性傾向が強くなる。乾燥が続くと、堆積した落ち葉や倒木の下などに穴を掘って潜る。
食性はほぼ植物食で、主に草本を食べるが、木の葉、花、果実、移入種Opuntia属を含む多肉植物、キノコなども食べる。牛糞を集まった昆虫ごと食べた例もある。
繁殖形態は卵生。アメリカ合衆国の飼育個体は、春季から初夏にかけて交尾を行った例がある。交尾前のオス同士では、腹甲の前端や背甲をぶつけあって激しく争うことが多い。交尾前にオスは頭部を上下させながらメスの総排泄孔の匂いをかいだり、頸部を伸ばしながらメスを追いかける。オスは喉甲板を押しつけてメスを持ち上げたりひっくり返そうとしたりして交尾を迫り、メスが動きを止めるとオスはメスの背後から背甲に乗り喉甲板を叩きつけたり唸り声をあげたりしながら交尾を行う。野生下では、1回に主に1 - 5個の卵を年に3回まで産む。飼育下ではアメリカ合衆国のジョージア州セント・キャサリン島で主に9 - 翌4月に1回に1 - 9個の卵を、主に年に5 - 6回（最高7回）に分けて3週間間隔で産んだ例がある。卵は145 - 231日で孵化する。
長寿記録としてジェームズ・クックが1773年（第2回航海）もしくは1777年（第3回航海）にトンガの女王に寄贈したとされ、1966年に死亡した個体（トゥイ・マリリア）で189 - 193年の記録がある。一方でクックは本種が分布するマダガスカルへの寄港例がないこと、クックの航海日誌にトゥイ・マリリアに関する記録がないこと、トンガでも1773年および1777年のトゥイ・マリリアに関する記録がないことから不確実な記録とされる。

## 人間との関係
分布域では元々食用とされることは一般的でなかったが、他地域からの移入者や外国人などは食用とすることもある。
移入者による保護区内も含む違法な焼畑農業や農地開発などによる生息地の破壊、食用やペット用の乱獲などにより生息数は激減している。本種の生息環境は農耕地に適していなかったり、生息地の住民には本種を食用とする習慣はなかったが、本種の分布域に他地域から人口が流入したことで上記のような本種への脅威が増大している。1975年のワシントン条約発効時から、ワシントン条約附属書Iに掲載されている。マダガスカルでは法的に保護の対象とされ、採集・飼育・販売・譲渡などが禁止されている。一方で密猟・密輸されることもあり、マダガスカルや日本などで摘発された例もある。生息地の一部が保護区に指定されているが、保護区内でも密猟が横行している。飼育下繁殖させる試みが進められているが、繁殖用に集められた個体や飼育下繁殖させた個体が盗難されることもある。飼育下繁殖させた個体を再導入してもその個体が密猟されたり、人為的に移入されたイヌやカワイノシシPotamochoerus larvatusなどに捕食されてしまうといった問題もある。
ペットとして飼育されることもあり、日本にも輸入されていた。日本国内では種の保存法により、ワシントン条約批准前に輸入された個体が登録書付きで流通することもある。一方で日本でも、違法売買や不正登録が摘発された例もある。
飼育下での繁殖例は、アメリカ合衆国・マダガスカル・モーリシャスを除いて報告例は限られている。日本国内では2009年に、野毛山動物園が初めて本種の飼育下繁殖に成功した。